# Casa del Oidor
La casa del Oidor es una antigua casona virreinal ubicada en la Plaza Mayor de Lima, en la capital del Perú. Se caracteriza por el gran balcón verde de madera que recorre su fachada.

## Ubicación
La casa se encuentra ubicada en la esquina nordeste de la Plaza de Armas entre el Palacio de Gobierno y el Palacio Arzobispal, en el cruce de jirón Carabaya con jirón Junín.

## Descripción
La primera planta data del siglo XVI y está compuesta por tiendas con acceso desde el exterior, la segunda fue construida en el siglo XVII y se compone de habitaciones con pasillo central. En cuanto a su fachada, destaca su gran balcón corrido en esquina de madera pintado de color verde.

## Historia
La casa de una sola planta fue construida sobre dos de los cuatro solares que componía una de las 117 manzanas en que fue dividida la Lima virreinal tras la fundación española a manos de Francisco Pizarro.
El encargado de las obras fue Alonso Riquelme, tesorero de los conquistadores españoles. Su primer huésped fue Gaspar Melchor de Carbajal, procurador general de indios y alguacil mayor de rastros y mercados de la Ciudad de los Reyes, quien se encargaba de oír las quejas vecinales; de esta función de su propietario es que la casa se denominó «del Oidor».
La vivienda, como muchas otras edificaciones, fue reconstruida tras el terremoto del 28 de octubre de 1746.
Otro acontecimiento importante de la casa fue la ovación que el pueblo limeño dio al general José de San Martín al asomarse por su balcón, tras proclamar la independencia del Perú en 1821.